# Società cooperativa europea
(Carta cooperativa adottata al XXXI congresso dell'Alleanza cooperativa internazionale)
La Società cooperativa europea (SCE) è un tipo di società caratterizzata da scopo mutualistico che affianca in ambito di società europee quella definita come Società europea. Le società europee sono regolate dal regolamento europeo No 2157/2001 dell'8 ottobre 2001.
A livello europeo è regolamentata da:
- Regolamento (CE) 1435/2003 del Consiglio, del 22 luglio 2003, relativo allo statuto della società cooperativa europea[2];
- Direttiva 2003/72/CE del Consiglio, del 22 luglio 2003, che specifica nello statuto della società cooperativa europea il coinvolgimento dei lavoratori[3].

e successive rettifiche.

## Costituzione della SCE
"La SCE può essere costituita nei modi seguenti:
- da almeno cinque persone fisiche residenti in almeno due stati membri;
- da almeno cinque persone fisiche e società ai sensi dell'articolo 48, secondo comma, del trattato, nonché da altre entità giuridiche di diritto pubblico o privato, costituite conformemente alla legge di uno Stato membro e che abbiano la sede sociale in almeno due Stati membri diversi o siano soggette alla legge di almeno due Stati membri diversi;
- da società ai sensi dell'articolo 48, secondo comma, del trattato e altre entità giuridiche di diritto pubblico o privato costituite conformemente alla legge di uno Stato membro che siano soggette alla giurisdizione di almeno due Stati membri diversi;
- mediante fusione di cooperative costituite secondo la legge di uno Stato membro e aventi la sede sociale e l'amministrazione centrale nella Comunità, se almeno due di esse sono soggette alla legge di Stati membri diversi;
- mediante trasformazione di una cooperativa, costituita secondo la legge di uno Stato membro ed avente la sede sociale e l'amministrazione centrale nella Comunità, se ha da almeno due anni una filiazione o una succursale soggetti alla legge di un altro Stato membro."[5]

## Statuto della SCE
Lo Statuto della Società cooperativa europea è disciplinato secondo la Direttiva 2003/72/CE, ed ha «l'obiettivo è quello di creare un contesto normativo idoneo per permettere
alle cooperative di operare in tutta l'Unione Europea con un'unica personalità giuridica e stesse regole, così come previsto per le società per azioni con lo statuto di Società Europea (...) favorendo così la creazione di nuove cooperative di persone fisiche o giuridiche su scala europea».

## Storia della Società cooperativa

### In Italia
Nell'ambito dell'Unione Europea l'idea della costituzione della società cooperativa europea (SCE) nasce nel 1983 per approdare ad una definizione giuridica con il Regolamento Comunitario nel 2003. Un percorso di venti anni che ha dato all'Unione Europea e all'Italia un importantissimo strumento giuridico per rendere sociale l'attività di impresa.
Nel quadro giuridico societario comunitario e nazionale, la presenza della sce introduce la più etica forma societaria di impresa sia in termini di partecipazione dei lavoratori che in termini di diritti degli stessi; con la sce non è più possibile operare quelle forme di “sfruttamento legale” effettuate in larga scala da cooperative sociali a danno di disabili, disoccupati, ex carcerati, ecc.
Ma la sce offre anche una fondamentale opportunità all'economia civile/sociale...la possibilità di essere europea, di realizzare economie di scala, di creare distretti dell'economia sociale. Attraverso la libertà di stabilimento in ogni Paese dell'Unione europea a favore della società cooperativa europea è possibile creare reti europee per i servizi alla persona, per la gestione di una agricoltura ecosostenibile e sociale, per l'energia rinnovabile e a ridotto impatto ambientale, per il lavoro a favore dei soggetti deboli della società.
Ad oggi si sta assistendo in Europa e in Italia ad un significativo sviluppo di questo strumento giuridico con particolare riferimento ai servizi socio-assistenziali, all'agricoltura sociale, al credito cooperativo, alla produzione di energia a basso impatto ambientale.
Lo sviluppo della SCE ha dato anche spinta e vigore alla normativa comunitaria sulle clausole sociali negli appalti pubblici, principalmente a favore delle possibilità occupazionali delle fasce deboli della società.
La prima società cooperativa europea in Italia è stata l'Agrisocialcoop SCE. La sua costituzione è stato il frutto di un lungo e paziente percorso di analisi e collaborazione giuridica con l'Unione Europea, con il Ministero del Lavoro, e con il Ministero dello Sviluppo Economico, che ha portato alla definizione dei passaggi burocratico-procedimentali non definiti o coordinati a livello comunitario e ministeriale. Si è trattato di un compito arduo perché la sce oltre ad avere un genus specifico, aveva alcuni aspetti giuridici difformi dalla normativa nazionale e regionale rispetto al diritto societario e alla normativa che regola le cooperative sociale. Vari lavori dei centri studi del notariato e dei dottori commercialisti dimostrano il tentativo di individuare e risolvere complesse questioni giuridiche. Promotore e guida del processo sopra descritto, è stato Roberto Collura, primo Presidente dell'Agrisocialcoop sce; il progetto di solidarietà sociale sviluppato dall'Agrisocialcoop ha prodotto oltre cento assunzioni di lavoratori disabili nell'ambito del settore dell'agricoltura sociale dal 2008 al 2011.